# سونيا دورمان
سونيا دورمان (بالإنجليزية: Sonya Dorman)‏ (1924، نيويورك في الولايات المتحدة - 14 فبراير 2005 في الولايات المتحدة)؛ كاتِبة، شاعرة وروائية أمريكية.